# Stefan Hager
Stefan Hager (25 gennaio 1995) è un calciatore austriaco, difensore del Schwaz.

## Caratteristiche tecniche
È un difensore centrale.

## Carriera
Cresciuto nel settore giovanile del Bayern Monaco, ha debuttato fra i professionisti il 29 maggio 2015 disputando con il LASK Linz l'incontro di Erste Liga pareggiato 0-0 contro il Floridsdorfer.